# European Journal of Soil Biology
European Journal of Soil Biology – recenzowane czasopismo naukowe publikujące w dziedzinie pedobiologii. 
Tematyka pisma obejmuje szeroko pojętą biologię zwierząt i mikroorganizmów glebowych, w tym ich ekologię, ekofizjologię, bioróżnorodność, adaptację i ochronę oraz wpływ zmian globalnych i zanieczyszczeń na środowisko gleby.
W 2015 roku roczny wskaźnik cytowań czasopisma wynosił 1,951, a pięcioletni 2,473.